# Llengua VSO
Una llengua VSO o llengua Verb Subjecte Objecte (sent l'últim un sinònim de complement directe), és aquella que, més sovint, disposa els elements de l'oració en aquest ordre, per exemple: Menja el noi les taronges. S'ha de tenir en compte que moltes llengües permeten diversos ordres dels constituents, però típicament es pot discernir un ordre bàsic, i és segons aquest que una llengua es classifica.
Llengües VSO inclouen l'àrab clàssic i l'estàndard modern, les llengües celtes vives (però no el còrnic, el qual és extint o reviscut), les llengües amazigues, la llengua maia clàssica, el tagàlog, el cebuà, el maori, el malgaix, i el tongalès.
Aquest concepte pertany a la tipologia, la categorització de les llengües segons característics compartits, un d'aquests característics sent l'ordre dels sintagmes de la frase.
Segons un estudi de 402 llengües, l'ordre VSO és el tercer més comú dels sis possibles ordres, amb un 9,20% de les llengües estudiades. L'ordre més comú és el SOV, amb el 44,78% de les llengües estudiades, lleugerament més comú que l'ordre SVO. Aquests dos ordres representen més del 85% de les llengües del món, un fet sociolingüísticament interessant atès que hi ha fins a sis possibles ordres bàsics de constituents.

## Exemples
En gal·lès, en una frase amb un verb simple, el verb es troba al principi de la frase, seguit pel subjecte i els compliments (si n'hi ha). Un exemple és:
| Frase     | Siaradodd Aled y Gymraeg | Siaradodd Aled y Gymraeg | Siaradodd Aled y Gymraeg |
| Paraules  | Siaradodd                | Aled                     | y Gymraeg                |
| Glose     | parlà                    | Aled                     | DEF gal·lès              |
| Parts     | Verb                     | Subjecte                 | CD                       |
| Traducció | N'Aled parlà gal·lès     | N'Aled parlà gal·lès     | N'Aled parlà gal·lès     |

En els temps composts, el verb auxiliar (el verb conjugat), típicament bod (ésser), precedeix el subjecte i els altres verbs el segueixen. Complements (si n'hi ha) els segueixen. Es forma habitualment el temps present així:
| Frase      | Mae Aled yn siarad y Gymraeg | Mae Aled yn siarad y Gymraeg | Mae Aled yn siarad y Gymraeg |             |
| Paraules   | Mae                          | Aled                         | yn siarad                    | y Gymraeg   |
| Glose      | és                           | Aled                         | parla                        | DEF gal·lès |
| Parts      | verb auxiliar                | subjecte                     | verb principal               | CD          |
| Tranducció | N'Aled parla gal·lès         | N'Aled parla gal·lès         | N'Aled parla gal·lès         |             |

## Inversió a SVO
En qüestions, algunes llengües SVO permeten o requereixen que el verb sigui mogut al principi de la frase; exemples inclouen el català i el castellà, en què és possible però no necessari. Llengües en què és obligatori (llevat les qüestions per a confirmar una cosa dita per l'altra persona) inclouen el francès i algunes llengües germàniques, com ara l'anglès.